# Dennisiomyces fuscoalbus
Dennisiomyces fuscoalbus är en svampart som beskrevs av Singer 1989. Dennisiomyces fuscoalbus ingår i släktet Dennisiomyces och familjen Tricholomataceae.   Inga underarter finns listade i Catalogue of Life.